# Thomas Chalmers
Pour les articles homonymes, voir Chalmers.
Cet article concerne le théologien écossais. Pour le chanteur puis acteur américain (1884-1966), voir Thomas Chalmers (acteur).
Thomas Chalmers, né le 17 mars 1780 à Anstruther et mort le 31 mai 1847 à Édimbourg, est un théologien écossais.

## Biographie
Il est d'abord pasteur à Glasgow, puis professeur de philosophie à l'Université de St Andrews où il a fait ses études, est l'ornement de l'église presbytérienne et consomme la séparation de l'Église et de l'État (1843). Excellent prédicateur, il brille à la fois par la profondeur des idées et l'élégance du style. Ses Sermons sont traduits en français par Édouard Diodati, 1825.

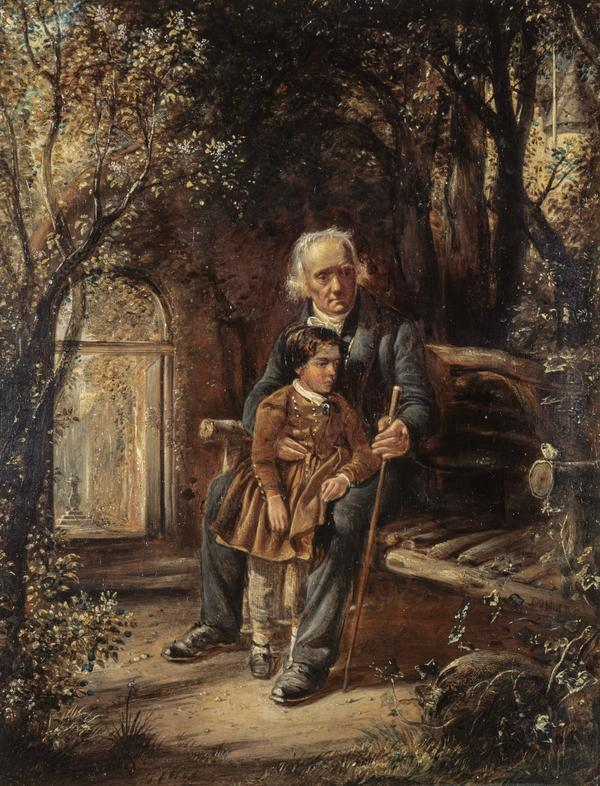
Le Revérend Thomas Chalmers (avec son petit-fils Thomas Chalmers Hanna), par David Octavius Hill (ca. 1853). National Galleries of Scotland, Édimbourg.

## Publications

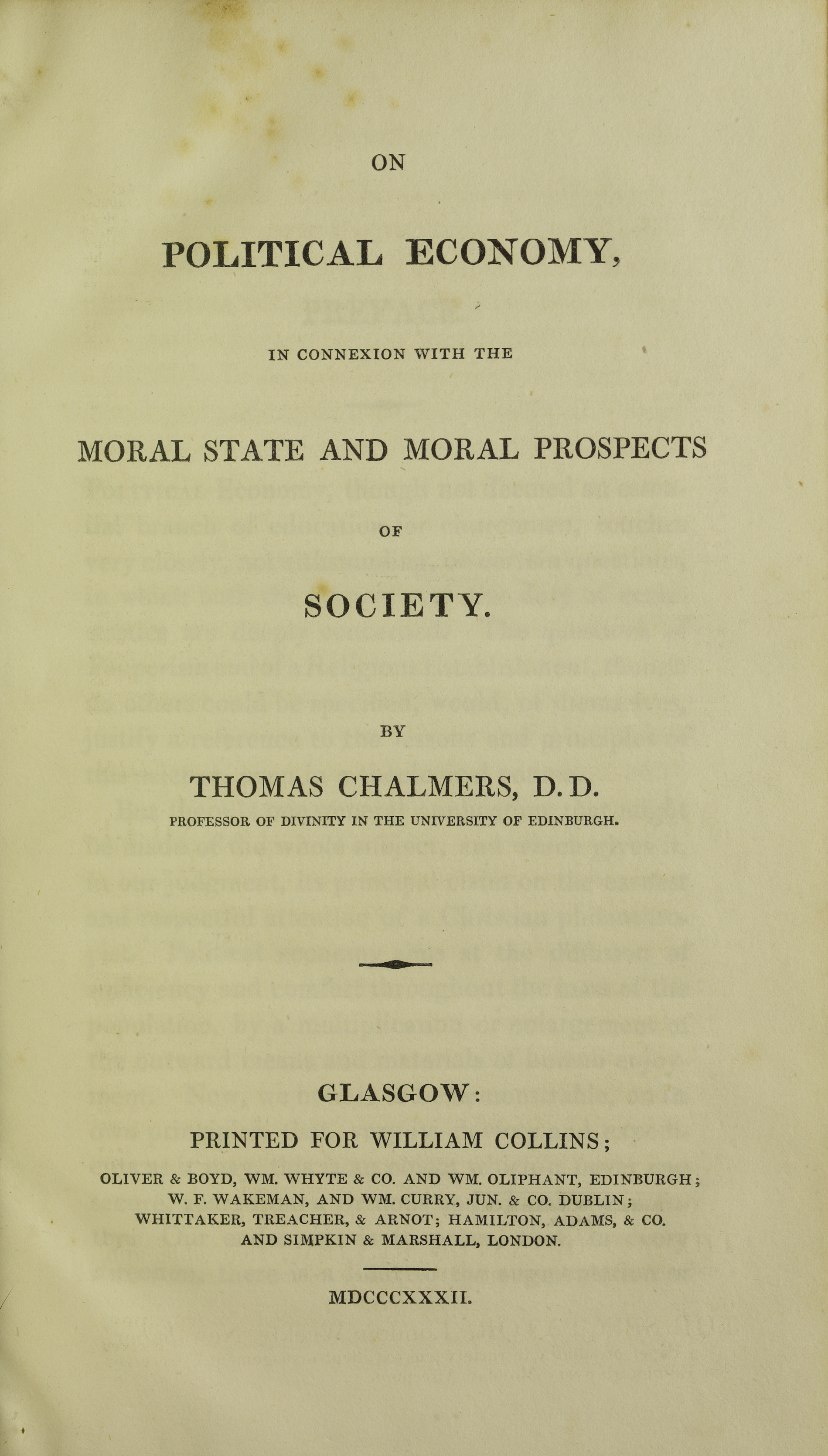
On political economy, 1832

Il a aussi laissé des traités théologiques : 
- Preuves et autorité de la religion chrétienne, traduit par Jacques-Louis-Samuel Vincent,  1819
- La Révélation en harmonie avec l'astronomie moderne, traduit en  1827
- Institutes de théologie, ouvrage posthume;

et des ouvrages d'économie sociale : 
- Économie civile et chrétienne,  1821
- Économie politique considérée par rapport à l'état moral de la société,  1825.

Ses Œuvres, recueillies après sa mort par son fils, forment 34 vol. in-8. 
Th. Chalmers est correspondant de l'Institut de France.

## Sources
Cet article comprend des extraits du Dictionnaire Bouillet. Il est possible de supprimer cette indication, si le texte reflète le savoir actuel sur ce thème, si les sources sont citées, s'il satisfait aux exigences linguistiques actuelles et s'il ne contient pas de propos qui vont à l'encontre des règles de neutralité de Wikipédia.